# Quercus elmeri
Quercus elmeri Merr. – gatunek roślin z rodziny bukowatych (Fagaceae Dumort.). Występuje naturalnie w Malezji oraz Indonezji (na Sumatrze i w Kalimantanie). 

## Morfologia
PokrójZimozielone drzewo dorastające do 30 m wysokości. Pień czasami wyposażony jest w korzenie podporowe.
LiścieBlaszka liściowa jest skórzasta, owłosiona od spodu i ma kształt od eliptycznie owalnego do eliptycznie lancetowatego. Mierzy 6,9–14,5 cm długości oraz 2,5–5,8 cm szerokości, jest ząbkowana na brzegu, ma ostrokątną nasadę i ostry wierzchołek. Ogonek liściowy jest owłosiony i ma 15–25 mm długości.
OwoceOrzechy zwane żołędziami o kształcie od jajowatego do podługowatego, dorastają do 18 mm średnicy. Osadzone są pojedynczo w płaskich miseczkach.

## Biologia i ekologia
Rośnie w lasach. Występuje na wysokości około 900 m n.p.m.